# تشالكي (غرغان)
تشالكي (بالفارسية: چالکی) هي قرية تقع في غلستان في إيران. يقدر عدد سكانها بـ 386 نسمة بحسب إحصاء 2016.